# Boleadeira

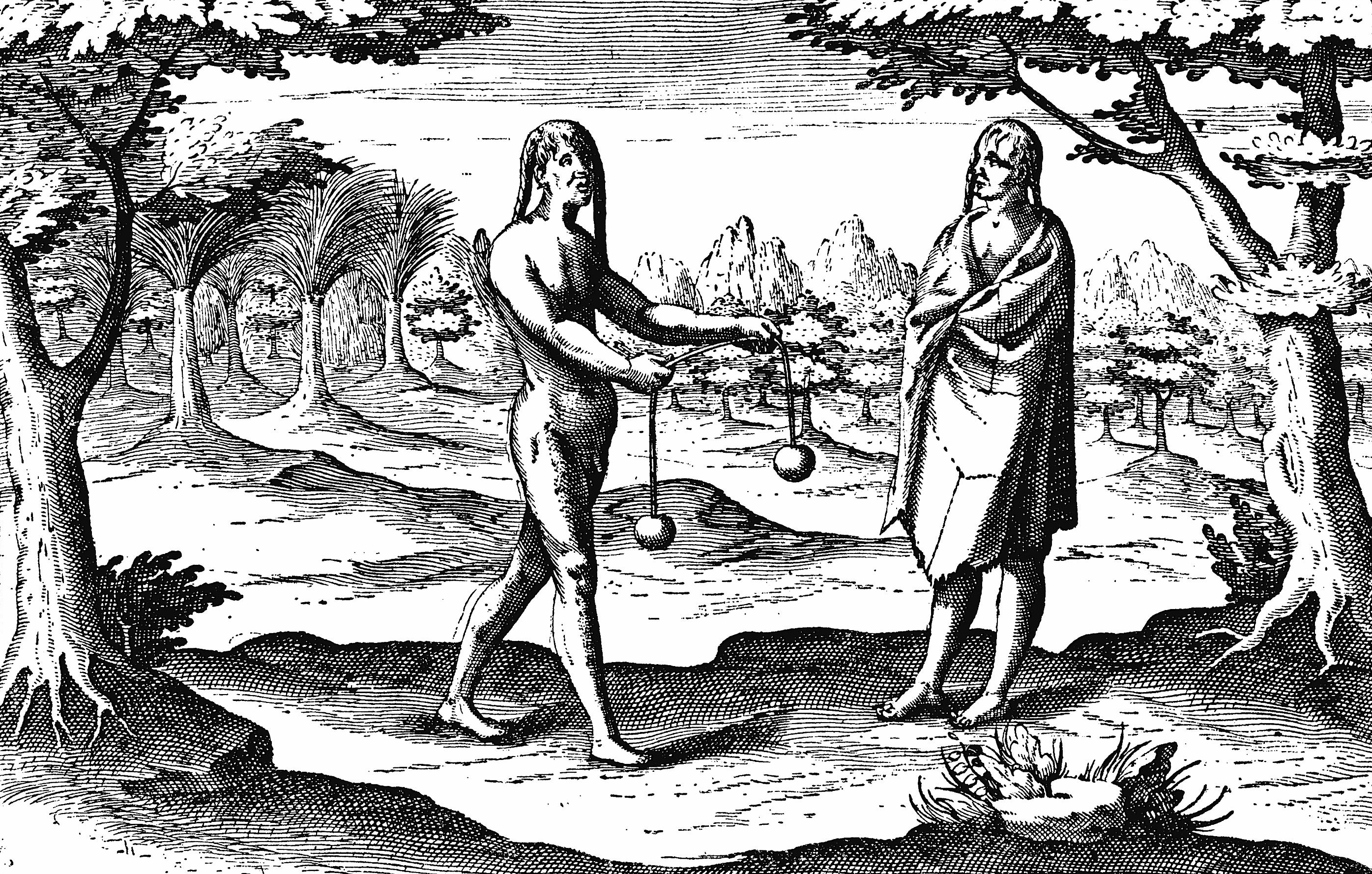
Indígenas do Río da Prata. Diário de viagem de Hendrick Ottsen, 1603. Note-se que um deles tem boleadeiras

Boleadeira ou Três-Marias são uma espécie de funda, uma arma muito utilizada para caçar nas grandes pradarias do pampa riograndense, uruguaio e argentino. Era lançada nos pés do animal enquanto ele corria, causando-lhe assim a queda e possibilitando ao caçador ir ao local dessa queda e matar o animal. 
A boleadeira é composta de bolas metálicas ou pedras arredondadas (bolas ou boleadoras em castelhano) amarradas entre si por cordas tendo em cada uma das extremidades uma das bolas, em comparação com o lariat ou riata do cowboy.
Lançadas girando sobre si, elas vão ao encontro do alvo, geralmente as pernas de um animal quadrúpede, que leva um tombo na hora, ficando imobilizado. Usada normalmente na captura do gado na campanha, as boleadeiras também foram mais tarde utilizadas na guerra.
A boleadeira é a herança que as tribos autóctones da região do Plata deixaram aos gaúchos. Entre todos os utensílios de caça e/ou armas utilizados pelos gaúchos, nenhum é mais característico e mais peculiar que a boleadeira. 
Não há dúvidas de que os espanhóis, e os europeus em geral, desconheciam totalmente o uso da boleadeira ao iniciar a conquista do continente americano. 

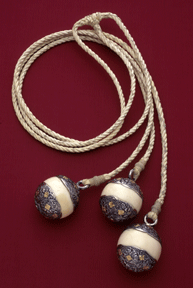
Boleadeiras

Ainda que as investigações arqueológicas permitam afirmar que o uso foi conhecido na Europa, Ásia e África, é evidente que isto aconteceu na pré-história, posteriormente sendo esquecido. 
Na América do Norte e outras regiões da América correu algo parecido; deste modo, com exceção da área compreendida pelo antigo império Inca e suas zonas de influência (Equador, Peru e Bolívia), todos os atuais territórios argentino e uruguaio e a região sul do estado brasileiro do Rio Grande do Sul, apenas os nativos da Groenlândia as conheciam, em uma versão mais leve, utilizando-as para a caça de aves em voo. 
No Chile, foram descobertas bolas de pedra em áreas arqueológicas e mesmo que seja conhecido seu uso como arma na região, é evidente que não estavam mais em uso na época da conquista espanhola. 
Na Bolívia, o uso das boleadeiras foi abandonado pouco depois do início da colonização, apenas algumas tribos - aymarás e urus - continuaram usando uma arma, do mesmo tipo que os groenlandeses, para caça de aves. 
Há portanto, uma área fundamental, historicamente, dentro da região onde a boleadeira foi utilizada, constituída pela região uruguaio-riograndense. Ali a boleadeira, convertida em primeira arma de guerra pelos grupos indígenas que passaram a utilizar cavalos como montaria: charruas, minuanos, guaranis etc., foi muito bem recebida como herança cultural.
Os índios usavam dois tipos bem diferentes de boleadeiras, de uma e duas bolas. 
A chamada "bola perdida", com apenas uma bola, do tamanho aproximado de um punho fechado, era usada como arma sendo lançada para atingir a cabeça do inimigo. 
A boleadeira de duas bolas , ou nhanduzeira (avestruzeira) é utilizada para caça, especialmente do nhandu ou ema enredando-se nas patas do animal quando lançada. Também foi usada pelos índios nas guerras, para enredar as patas dos cavalos montados pelos conquistadores, causando a queda dos dois e possibilitando o ataque e morte do cavaleiro. 
Ao que tudo indica, a boleadeira de três bolas - também chamada de Três Marias - foi criada, com base na boleadeira de duas bolas dos índios, pelos homens do pampa. Ela também tem seu uso principal na caça, sendo utilizada eventualmente na guerra, da mesma forma que a de duas bolas. Era um utensílio muito utilizado para capturar os animais de pequeno e médio porte.

## Outros usos da boleadeira pelos nativos das Américas
Logo que o pássaro alçava vôo, os Esquimó atiravam uma arma chamada por eles Yaqulegcurcuun, ou Boleadeira. O apetrecho se enrolava na ave e ela caia..
Arma com certa semelhança à boleadeira era usada pelos Western Mono da Califórnia. Consistia de um pequeno saco feito do couro do pescoço do veado, dentro do qual era colocada uma pedra arredondada. O saco era amarrado com um longo cordão de couro trançado e para atirá-lo o nativo girava-o antes algumas vezes sobre a cabeça. Era usado no lugar de arco e flecha para a caça de pássaros e esquilos localizados nas copas das árvores, uma vez que mesmo pequenos galhos podiam alterar a direção da flecha.
No século XVI os Carijó do litoral sudeste e sul do Brasil utilizavam os chifres e nervos dos veados para fazerem boleadeiras que utilizavam na caça e na guerra
Os Timucuans da Geórgia e Flórida nos Estados Unidos também empregavam a boleadeira.